# هاورد سیتی (نبراسکا)
هاورد سیتی(به انگلیسی: Howard City) شهری در ایالت نبراسکا کشور ایالات متحده آمریکا است که جمعیت آن در سرشماری سال ۲۰۱۰ میلادی، ۱۸۹ نفر بوده‌است.